# Veress Ernő
Veress Ernő (Csíkszentimre, 1892. december 17. – Székelyudvarhely, 1973. március 16.) erdélyi magyar római katolikus pap, egyházi író.

## Életútja
Középiskoláit Székelykeresztúron, Csíksomlyón és Gyulafehérváron (1910), a teológiát szintén Gyulafehérváron végezte, 1915-ben szentelték pappá. Előbb Sepsiszentgyörgyön volt káplán, majd Szentivánlaborfalván lelkész, Brassóban és Csíkszeredában hittantanár, a kolozsmonostori, majd a Kolozsvár-belvárosi templom plébánosa. 1941-től teológiai tanár Kolozsváron, 1951–55 között Parajdon élt rokonainál, majd 1962-ig ismét tanár volt Gyulafehérváron. Pápai prelátusi címet kapott, 1962-ben azonban a hatóságok nyomására meg kellett válnia tisztétől.

## Írói munkássága
Cikkei 1917-től a gyulafehérvári Közművelődésben, a temesvári Napban, a Hírnökben és a Magyar Kultúrában jelentek meg. 1917-től szerkesztette az Erdélyi Tudósítót, majd Márton Áronnal együtt az Erdélyi Iskolát, az Erdélyi Tudósító Könyvtára c. sorozatot (1923–28), az Erdélyi Tudósító Almanachját (Kolozsvár, 1933), továbbá Egybegyűltünk címmel ima- és énekfüzetet gyermekek részére (Kolozsvár, 1938) és egy erdélyi imádságos könyvet, Szent óra címmel (Kolozsvár, 1918; utána még 6 kiadásban); társszerkesztője volt (György Lajos mellett) a Népművelési Füzeteknek (1940).

## További művei
- Erdélyi imádságoskönyv (Brassó 1919);
- Keresztúti ájtatosság (Brassó, 1919; további kiadások uo. 1920, 1923, 1926);
- A tevékeny szeretet (Brassó, 1920);
- Diákmisén (Brassó, 1920);
- Szentóra. Nyilvános és magán szentségimádásra (Brassó, 1922; további kiadások 1939-ig);
- Szentóra. Az Oltáregyesületek felvételi könyvecskéje (Kolozsvár, 1925; további kiadások 1927-ig);
- Tíz év (Brassó 1930. Az Erdélyi Tudósító Könyvtára);
- Szertartástan (Kolozsvár, 1937).

## Tankönyvei
- Katholikus hittan. Középiskolák, képzők és kereskedelmi iskolák I. osztálya számára (Brassó, 1919; 2. kiadás Brassó, 1920);
- Egyháztörténelem. Népiskolák számára (Kolozsvár, 1936; 2. kiadás 1937; 3. 1938).